# José Migliore
José Migliore (San Isidro, Argentina; 17 de marzo de 1930-Olivos, 8 de noviembre de 2022) fue un piloto de automovilismo argentino.

## Carrera
En 1959 debuta en la categoría Standard de Turismo con Peugeot. Hace su debut en las pistas en la ciudad de Santa Fe, entrando 3.º detrás de los "cucos" de la categoría, precisamente Alberto Rodríguez Larreta y Oscar Marcolongo, quienes en esa oportunidad corrieron con Borgward.

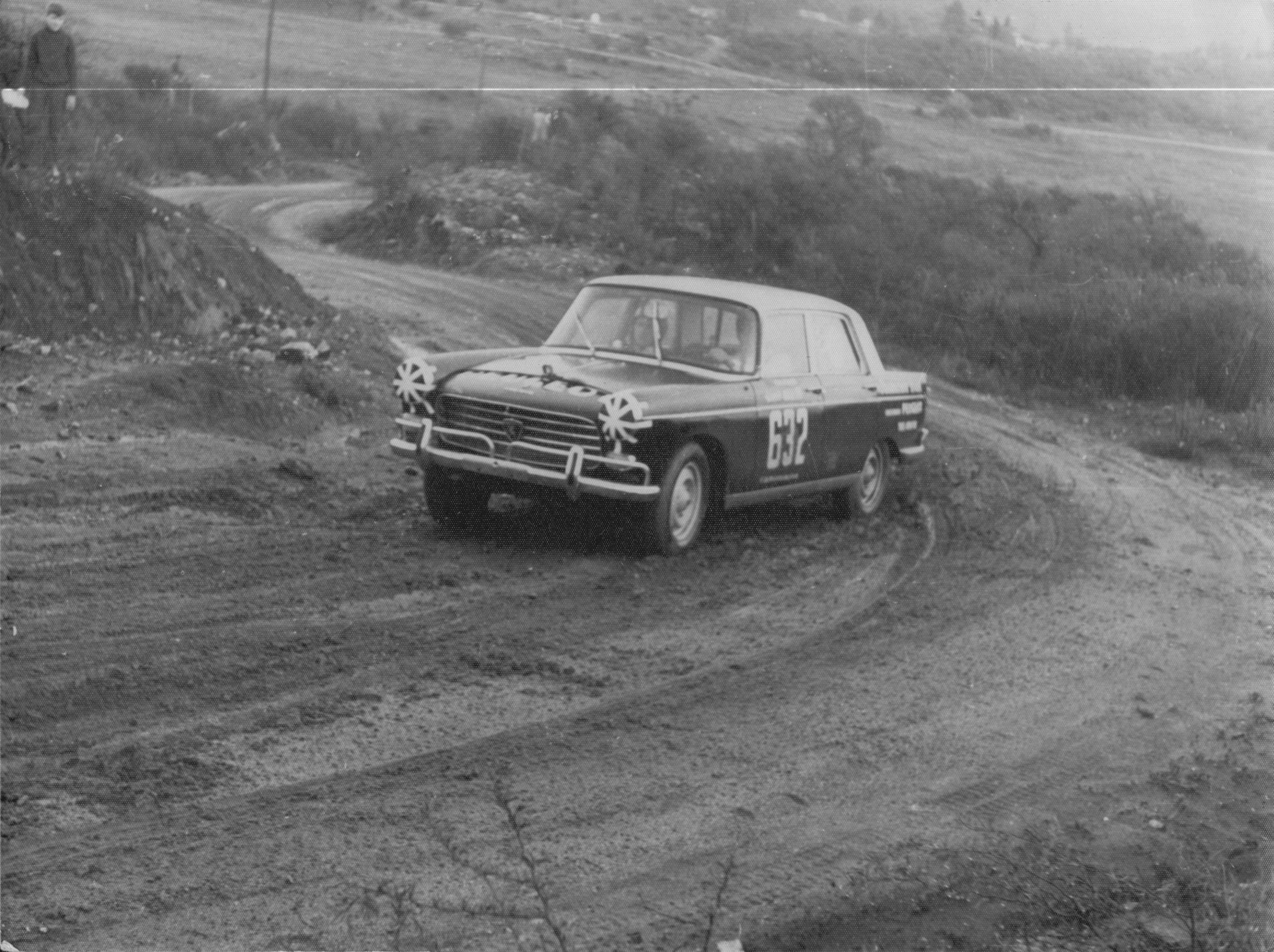
Gran Premio de 1965.

En 1959 se anota en el Gran Premio organizado por el ACA de 3981 km y termina séptimo.
En el Gran Premio de 1960 compite nuevamente con Peugeot, logrando nuevamente el objetivo finalizar. En 1961 también finaliza, arribando en el sexto puesto de su categoría.
El Gran Premio de 1962 le daría su primer gran logro en este tipo de competencias, arribando cuarto en la general detrás de Ewy Rosqvist-Ursula Wirth en su Mercedes Benz 220 SE, Boris Garafulic Stipicic y Atilio Viale del Carril (ambos con Volvo 122 S). Además, José Migliore gana en la Categoría "E" dejando fuera de carrera a los Volvo de su categoría con el Peugeot 403. Ese mismo año se clasifica campeón argentino en la Clase 3 del Turismo con su 403.
Este triunfo es clave para la formación del equipo oficial Peugeot para el Gran Premio del 63, integrado por "Larry", Ricardo Bonanno, Rolf Juchet y Oscar Cabalén. Ese año no puede completar el Gran Premio, lo que no impide que se consagre subcampeón en la categoría.
Debido a problemas societarios en IAFA (la empresa que armaba los automóviles Peugeot bajo licencia en Argentina), la marca francesa no presenta equipo oficial para correr el Gran Premio Standard de 1964. El inicio del GP debió postergarse una semana por una huelga en la aduana, eso provocó que el campeón finlandés de rally, Rauno Aaltonen, quien había sido inscrito por el equipo "Siam-Di Tella" con un MG-Magnette 1622, deba regresar a Europa para cumplir con compromisos asumidos con anterioridad. Su lugar fue ocupado por Migliore, siendo esa la única participación en un Gran Premio de Turismo con un vehículo que no fuera de los de la marca del león.
En 1965, ya con SAFRAR constituida en la Argentina se presentan por primera vez a un Gran Premio a los Peugeot 404 negros con su techo y la tapa del baúl blancos que representaban al equipo oficial de la marca. Fue 1-2-3 de este equipo: 1.º a Ernesto Santamarina, 2.º a Julio Otamendi y 4.º a José Migliore todos con pingüinos, además fue esa la primera vez que un auto nacional se llevaba el Gran Premio.
La edición 1966 del Gran Premio alcanza los 417 inscritos y los autos estaban divididos solo cuatro categorías, siendo la mayor para vehículos de 1601 cm³ de cilindrada en adelante. Como consecuencia de ello Peugeot 404 con sus modestos 1618 cm³ compartían la clasificación con los siguientes vehículos: Ford Mustang V8, Chrysler Valiant I, II y III, Chevrolet 400 Super, Simca Emi Sul 6M V8, Bergantín 6 cilindros, y un BMW 1800 Tisa de Carlos Ballbé. ese auto en particular se decía que tenía 175 HP a 7300 RPM y una velocidad de punta de 216 km/h; con 2 carburadores Weber de 45 mm de doble cuerpo, caja de 5 marchas, frenos a disco adelante, diferencial autoblocante y amortiguadores especiales Koni se enfrentaba a los Peugeot 404 que con sus 120 HP a 6300 RPM y una velocidad de máxima de 185 km/h salían a dar batalla. Pese a un comienzo accidentado, al finalizar el Gran Premio el ganador absoluto es Oscar Cabalén con un Ford Mustang, seguido por “Pepe” Migliore en su Peugeot 404, que les reporta el primer puesto en la categoría de automóviles de producción nacional.
En 1967, Pepe cosechó triunfos en los siguientes eventos: San Juan - Coquimbo - San Juan; Moto Club Córdoba; y en los 1000 km de la Ciudad de Buenos Aires.
En 1969 comienza una nueva era. Con el Gran Premio orientado hacia el sur, los equipos oficiales dejaron lugar a los equipos de las concesionarias con el apoyo de las fábricas. Así fue que Peugeot presentó a Dorrego Competición como equipo oficial integrado con José Migliore, Eduardo Casá, Ricardo Bonanno, Osvaldo "Cocho" López y Guillermo Condomí Alcorta. Ese mismo año se encuentra vencedor en la competencia denominada Vuelta de la Manzana.
Para el GP de 1970 nuevamente el Gran Premio rumbea hacia el norte, incluyendo algunas etapas por los vecinos países de Bolivia y Paraguay. Este año Pepe corre con un Peugeot 504 y se corona campeón argentino de Turismo por segunda vez en su historial, en esta ocasión en la Clase 4. Para lograr ese cometido también se valió de repetir la actuación del año anterior en la Vuelta de la Manzana. En ese torneo alternaron como navegantes de Migliore Realdo Crocenzi y Oscar Rako.
También en ese año participa junto a "Larry" en una carrera maratón "Londres-México" en uno de los tres autos oficiales inscritos por SAFRAR Argentina en el Peugeot 404 número 63. Por un problema mecánico debieron abandonar a los pocos kilómetros de haber largado la etapa sudamericana desde Río de Janeiro.
En 1971 la situación del país no permitió la organización del Gran Premio, sin embargo Pepe logra su tercer campeonato corriendo nuevamente con Peugeot 504 en la Clase 3 de Turismo (Turismo Nacional Clase C), llevando como navegante a Rako.
Nuevamente en 1972 el Gran Premio pone proa al sur y su denominación es la de Gran Premio de Turismo Nacional. Luego de un buen comienzo, Pepe se ve retrasado en carrera, arribando finalmente en el 4.º puesto de la general. Ese año obtiene el subcampeonato de la categoría.
Más adelante siguió compitiendo esporádicamente en los años 70 y 80, en TN y rally, generalmente con Peugeot 504. En los comienzos de la década del 80 compitió en el Club Argentino de Pilotos.